# Andro Bušlje
Andro Bušlje (Dubrovnik, 4 de janeiro de 1986) é um jogador de polo aquático croata, campeão olímpico.

## Carreira

### Jogos Olímpicos
Bušlje fez parte do elenco campeão olímpico pela Croácia em Londres 2012. Quatro anos depois integrou a equipe medalha de prata nos Jogos do Rio de Janeiro.